# Ivo Milazzo
Ivo Milazzo (Tortona, Provincia de Alessandria, Italia, 20 de junio de 1947) es un dibujante de cómic italiano.

## Biografía
Nacido en Piamonte, se mudó muy joven a Liguria. En la secundaria conoció a su compañero de pupitre Giancarlo Berardi, con el que ha colaborado a lo largo de toda su carrera artística. Milazzo se formó en el Estudio Bierrecì, fundado por Luciano Bottaro, Carlo Chendi y Giorgio Rebuffi, tres historietistas especializados en el género cómico, para los que dibujó algunas historietas de personajes Disney.
En 1971 ilustró la historia Il Cieco para la revista Horror y la tira de cómic Il Palafita para Sorry, ambas con guion de Giancarlo Berardi. Después de otros trabajos en colaboración, en 1974 los dos crearon su mayor éxito, el innovador cómic del Oeste Ken Parker; la primera edición se estrenó en junio de 1977, publicada por la editorial Bonelli.
En 1976 crearon para la revista Il Giornalino la miniserie Tiki, una historieta sobre un chico indígena de la Amazonia. Posteriormente Milazzo dibujó otras historietas de Berardi: la Oesteada Welcome to Springville para el semanario Skorpio, la novela gráfica L'Uomo delle Filippine para la serie Un uomo un'avventura de Bonelli y, para la revista Orient Express (publicada por la misma Bonelli) una serie de historias cortas y las aventuras de Marvin il detective.
Desde 1985 Milazzo y Berardi colaboron con el editor Rinaldo Traini, creando para la revista mensual Comic Art otras historias de Ken Parker, además de Tom's Bar y Giuli Bai & Co.. En 1989 fundaron la Editorial Parker, que reimprimió la primera edición de Ken Parker y publicó nuevas historias de este personaje en el Ken Parker Magazine (1992).
Milazzo continuó su colaboración con la casa Bonelli, dibujando varias historietas de esta editorial. Entre 1988 y 1990 ilustró dos historias de la cómic policíaco Nick Raider, con guiones de Claudio Nizzi. En 1999 dibujó un álbum especial del popular wéstern Tex, también con textos de Nizzi. Desde 1999 a 2004 formó parte del equipo de dibujantes de Viento Mágico, ilustrando once números de este cómic wéstern/horror, todos con textos de Gianfranco Manfredi.
Terminado su trabajo con Viento Mágico, colaboró en proyectos independientes como Impeesa - La grande avventura di Baden Powell, escrito por Paolo Fizzarotti y dedicado al fundador del escultismo Robert Baden-Powell, e Il boia rosso de Francesco Artibani. En 2001 publicó una guía ilustrada de la ciudad de Génova con Paolo Fizzarotti, editada por Lizard. En 2009 realizó un ciclo de trece pinturas para la iglesia La Resurrezione de Rímini. En 2010 dibujó una novela gráfica dedicada a la vida del cantautor Fabrizio De André titulada Uomo Faber, publicada por De Agostini con guion de Fabrizio Calzia. En 2012 realizó junto a Peter Snejbjerg las ilustraciones del 4º álbum de la serie Des dieux et des hommes, titulado Un château en Bavière, con textos de Jean-Pierre Dionnet, publicado por la editorial francesa Dargaud.
En 2014 dibujó la novela gráfica Un drago a forma di nuvola, con guion del director de cine Ettore Scola y publicada por BAO Publishing. En 2017, junto a grandes autores de la historieta italiana como Giuseppe Camuncoli, Massimo Carnevale, Giorgio Cavazzano, Vittorio Giardino, Sergio Toppi, Claudio Villa o Sergio Zaniboni, participó en el libro-homenaje Diabolik fuori dagli schemi, ilustrando una historia escrita por Tito Faraci.